# The show: Love, hate and fashion
|  | Denne artikel er oprettet af botten Steenthbot ud fra en ekstern database. Den kan derfor have sproglige fejl eller mangler. Denne skabelon kan fjernes efter kontrol af indholdet. |

The show: Love, hate and fashion er en dansk dokumentarfilm fra 1984 instrueret af Peter Ringgaard.

## Handling
et alternativt modeshow, der ikke lægger vægt på den enkelte designer, men mere på følelserne kærlighed og had.